# Килиманџаро (регион)
Килиманџаро је један од 26 административних региона у Танзанији. Главни град региона је Моши. У региону се налази планина Килиманџаро по којој је овај регион добио име. Регион се граничи са Кенијом на североистоку, са регионом Танга на југоистоку, а на западу са регионима Аруша и Мањара. Површина региона је 13.309 km².
Према попису из 2002. године у региону Килиманџаро је живело 1 381 149 становника. 

## Дистрикти
Регион Килиманџаро је административно подељен на 6 дистрикта: Ромбо, Хаи, Моши - урбани, Моши - рурални, Мванга и Саме.